# Welcome to the Videos
Welcome to the Videos je DVD vydané v roce 1998 a obsahující videoklipy kapely Guns N' Roses nahrané v letech 1987–1994.

## Seznam videoklipů
1. „Welcome to the Jungle“ (Appetite for Destruction)
2. „Sweet Child O' Mine“ (Appetite for Destruction)
3. „Paradise City“ (Appetite for Destruction)
4. „Patience“ (G N' R Lies)
5. „Don't Cry (Original Version)“ (Use Your Illusion I)
6. „Live and Let Die“ (Use Your Illusion I)
7. „November Rain“ (Use Your Illusion I)
8. „Yesterdays“ (Use Your Illusion II)
9. „The Garden“ (Use Your Illusion I)
10. „Dead Horse“ (Use Your Illusion I)
11. „Garden of Eden“ (Use Your Illusion I)
12. „Estranged“ (Use Your Illusion II)
13. „Since I Don't Have You“ (The Spaghetti Incident?)

Na DVD nebyl z právních důvodů zařazen videoklip k „You Could Be Mine“, protože obsahuje záběry z filmu Terminátor 2: Den zúčtování. Na DVD nebyl pro svůj obsah zařazen ani klip k písni „It's So Easy“ a „Don't Cry (Alt. Lyrics)“ byla vypuštěna pro přílišnou podobnost s „Don't Cry (Original Version)“.